# Luis Pérez (deportista argentino)
Luis Pérez (ca. 1952) es un deportista argentino que compitió en natación adaptada y tenis de mesa adaptado, ganó la medalla de bronce en natación (25 m mariposa) y diploma paralímpico (50 m espalda) en los Juegos Paralímpicos de Toronto 1976. Participó también en los Juegos Paralímpicos de Arnhem 1980. Por sus logros deportivos fue reconocido en Argentina como Maestro del Deporte.

## Carrera deportiva

### Juegos Paralímpicos de Toronto 1976
Luis Pérez integró la delegación paralímpica argentina enviada a los Juegos Paralímpicos de Toronto 1976. Allí compitió en seis eventos: cinco pruebas de natación adaptada y la competencia de dobles de tenis de mesa adaptado. Además de la medalla de bronce obtenida en 25 m mariposa, Pérez obtuvo los siguientes resultados: 50 m espalda (4.ª posición, diploma), 50 m pecho (9.ª posición), 50 m libre (10.ª posición) e individual medley (DQ). En la competencia de dobles en tenis de mesa adaptado, formó pareja con Honorio Romero, perdiendo el partido de clasificación.

#### Medalla de bronce en 25 m mariposa
El equipo de natación adaptada argentino tuvo un destacado desempeño en natación en los Juegos Paralímpicos de Toronto 1976, obteniendo 2 medallas de oro y un total de 9 medallas, que lo ubicó en la posición 13.ª del medallero de natación en los juegos. Luis Pérez aportó la medalla de bronce en 25 m mariposa, cuya medalla de oro ganó el también argentino Gustavo Galíndez, sin poder repetir en la final el tiempo de 0:20.90, que le hubiera dado la medalla de plata:
| Natación Varones 25 m mariposa 3 Participantes: 10 | Natación Varones 25 m mariposa 3 Participantes: 10 | Natación Varones 25 m mariposa 3 Participantes: 10 | Natación Varones 25 m mariposa 3 Participantes: 10 | Natación Varones 25 m mariposa 3 Participantes: 10 |
|                                                    | Atleta                                             | País                                               | Tiempo                                             |                                                    |
| -------------------------------------------------- | -------------------------------------------------- | -------------------------------------------------- | -------------------------------------------------- | -------------------------------------------------- |
| 1                                                  | Gustavo Galíndez                                   | Argentina                                          | 19.31                                              |                                                    |
| 2                                                  | Moshe Levy                                         | Israel                                             | 21.11                                              |                                                    |
| 3                                                  | Luis Pérez                                         | Argentina                                          | 21.28                                              |                                                    |
| Fuente: IPC.                                       |                                                    |                                                    |                                                    |                                                    |

#### Diploma en 50 m espalda
En la prueba de 50 m espalda, Pérez no pudo repetir el notable tiempo logrado en la serie clasificatoria de 0:42.97, que le hubiera dado la medalla de plata.
| Natación Varones 25 m mariposa 3 Participantes: 10 | Natación Varones 25 m mariposa 3 Participantes: 10 | Natación Varones 25 m mariposa 3 Participantes: 10 | Natación Varones 25 m mariposa 3 Participantes: 10 | Natación Varones 25 m mariposa 3 Participantes: 10 |
|                                                    | Atleta                                             | País                                               | Tiempo                                             |                                                    |
| -------------------------------------------------- | -------------------------------------------------- | -------------------------------------------------- | -------------------------------------------------- | -------------------------------------------------- |
| 1                                                  | Moshe Levy                                         | Israel                                             | 0:42.12                                            |                                                    |
| 2                                                  | Gustavo Galíndez                                   | Argentina                                          | 0:43.09                                            |                                                    |
| 3                                                  | R. Kubig                                           | Australia                                          | 0:45.36                                            |                                                    |
| 4                                                  | Luis Pérez                                         | Argentina                                          | 21.28                                              | DP                                                 |
| Fuente: IPC.                                       |                                                    |                                                    |                                                    |                                                    |

### Juegos Paralímpicos de Arnhem 1980
Luis Pérez integró también la delegación paralímpica argentina enviada a los Juegos Paralímpicos de Arnhem 1980. Allí compitió en los dos eventos masculinos de tenis de mesa adaptado. En la prueba individual, Pérez ganó su partido inicial, venciendo al italiano Giuliano Koten, y perdió en octavos de final con neerlandés J. Verstraelen. En la prueba de dobles, Pérez formó pareja con Honorio Romero, perdiendo el partido de octavos de final.